# Meringopus punicus
Meringopus punicus är en stekelart som först beskrevs av Cresson 1879.  Meringopus punicus ingår i släktet Meringopus och familjen brokparasitsteklar. Inga underarter finns listade i Catalogue of Life.